# Kenny Loggins
Kenneth Clark "Kenny" Loggins (født 7. januar 1948) er en amerikansk Pop/Rock-sanger og sangskriver

## Diskografi
- Celebrate me home (1977)
- Nightwatch (1978)
- Alive (1978)
- Keep the fire (1979)
- High adventure (1982)
- Vox humana (1985)
- Back to avalon (1988)
- Leap of faith (1991)
- Outside from the redwoods (1993)
- December (1998)

1. ↑  Navnet er anført på engelsk og stammer fra Wikidata hvor navnet endnu ikke findes på dansk.
2. ↑  Navnet er anført på engelsk og stammer fra Wikidata hvor navnet endnu ikke findes på dansk.
3. ↑  Navnet er anført på engelsk og stammer fra Wikidata hvor navnet endnu ikke findes på dansk.
4. ↑  Navnet er anført på bokmål og stammer fra Wikidata hvor navnet endnu ikke findes på dansk.